# Februus
Februus var de dödas och reningens gud i såväl romersk religion som etruskisk mytologi. Han associerades även med gudarna Pluto och Juno.
Han gav namn åt de reningsfester – februa – som romarna ägnade sig åt i den sista månaden i den romerska kalendern. Denna månad, februari, fick därefter namn efter reningsfesterna.
Februus kan också vara ursprunget till den romerska gudinnan för malaria och feber: Febris. Begreppen feber och rening/utrensning associeras ofta med varandra.[källa behövs]

## Källhänvisningar
1. ↑  Lesley Adkins/Roy A. Adkins: Handbook to Life in Ancient Rome, s. 261. Google Books. Läst 11 augusti 2014.
2. ↑  Rollin/Jombert/Bauche (1750): "Novitius seu Dictionarium latino-gallicum". Google Books. Läst 11 augusti 2014. (franska)
3. ↑  Bo Bergman: "Ordens ursprung: Etymologisk ordbok över 2000 ord och uttryck". Google Books. Läst 11 augusti 2014.
4. ↑  "Febris". Oxfordreference.com. Läst 11 augusti 2014.(engelska)